# Fall Creek, Wisconsin
Fall Creek là một làng thuộc quận Eau Claire, tiểu bang Wisconsin, Hoa Kỳ. Năm 2006, dân số của làng này là 1236 người.